# Annexin A5 afinitní assay
Annexin A5 afinitní assay je metoda molekulární a buněčné biologie, kterou lze kvantifikovat množství apoptotických buněk ve vzorku buněčné populace. Využívá schopnosti proteinu annexin A5 (v literatuře také annexin V) vázat apoptotické a mrtvé buňky. Kvantifikace využívá průtokovou cytometrii nebo fluorescenční mikroskopii.
Protein annexin A5 se k apoptotické buňce váže silnou interakcí s fosfatidylserinem (PS, phoosphatidylserine), fosfolipidovou složkou vnitřního listu cytoplasmatické membrány, který po převrácení do vnějšího listu působí jako tzv. death signal.
Annexin A5 poprvé popsal Bohn a kolektiv, kteří jej izolovali z lidské placenty a nazvali jej placental protein 4 (PP4). Metodu navrhl Koopman et al., který použil annexin s navázaným biotinem a zjistil, že se selektivně váže k apoptotickým buňkám, protože není schopen penetrovat fosfolipidovou dvouvrstvu.
V praxi se značení používá v kombinaci s propidium jodidem (PI), což je látka značící DNA, která u viabilních buněk nemůže projít membránou.

## Biologický základ
Apoptóza je forma programované buněčné smrti, jejímž cílem je likvidace poškozených, senescentních buněk nebo odstranění buněk během ontogenetického vývoje (např. vznik dutin ve žlázách). Toto odstranění apoptotických buněk se odehrává prostřednictvím leukocytů (zejména makrofágů a dendritických buněk), které je fagocytují po rozpoznání negativně nabitého fosfatidylserinu na cytoplasmatické membráně.

Strukturní vzorec fosfatidylserinu, markeru apoptotických buněk.

Ve viabilních buňkách jsou negativně nabitá fosfolipidová rezidua lokalizována ve vnitřním listu cytoplasmatické membrány a orientována do cytoplasmy, zatímco vnější povrch buňky je obsazen nenabitými fosfolipidy. Jakmile buňka vstoupí do apoptózy, proteiny skramblázy přemístí fosfolipidy do vnějšího listu membrány, kde jsou tyto negativně nabité fosfolipidy rozpoznány fagocytickými leukocyty a odstraněny. To se děje díky silné afinitě annexinu A5 k fosfatidylserinu za přítomnosti vápenatých iontů. Integrita membrány přitom zůstává nezměněna.

## Využití v molekulární biologii
Pomocí annexinu A5 je možné detekovat apoptotické buňky in vitro a in vivo.
Individuální apoptotické buňky jsou za standardních podmínek rychle odstraněny fagocyty. V různých patologických procesech (např. zánět, ischemické poškození srdce po infarktu myokardu, ateroskleróza, nežádoucí reakce organismu po transplantaci či vystavení nádorových buněk cytostatickým látkám) může být odstranění apoptotických buněk zpožděno či dokonce nefunkční. Mrtvé buňky v tkáni či buněčné suspenzi mohou být detekovány annexinem A5 značeným fluorescenční či radioaktivní sondou. Po navázání na povrch buňky se annexin složí do trimerního klastru stabilizovaného nekovalentními protein-protein interakcemi. Zformování těchto trimerů na membráně má za následek vytvoření dvoudimenzionální krystalové mřížky na povrchu buňky a endocytickou internalizaci annexinu, čímž je zvýšena intenzita signálu.
Pro in situ detekci apoptotických buněk se používá annexin s navázaným biotinem. Ten je rozpoznán streptavidinem s konjugovanou křenovou peroxidázou, která katalyzuje enzymatickou přeměnu chromogenního substrátu. Technika je tak aplikovatelná například i v histologii.

## Kvantifikace
Pro kvantifikaci intenzity annexinového signálu v buněčné populaci se standardně používá průtoková cytometrie. Tato metoda poskytuje velké množství dat, poskytuje komplexní pohled na zkoumanou buněčnou populaci. Buňky se kromě značeného annexinu barví také propidium jodidem, který proniká do mrtvých buněk. Tímto způsobem lze od sebe odlišit nekrotické a apoptotické buňky. Získané hodnoty se vynášejí do tkzv. dot plotu (grafu s jednotlivými body), kde je možné označit (vygateovat) populace viabilních, apoptotických a nekrotických buněk na základě intenzity signálu značeného annexinu A5 a PI. Excitační spektrum propidium jodidu je 535 nm, u annexinu A5 záleží na konjugovaném fluoroforu (např. FITC – 490 nm).
Je možné využít také fluorescenční mikroskopii, což je technika, která se zaměřuje na konkrétní buňky, jejich přesnou velikost, lokalizaci molekul a morfologii. Zde však není možné získat data z tak velkého souboru buněk jako při práci s průtokovou cytometrií. Obrazová cytometrie umožňuje kvantifikaci signálu u konkrétních buněk v čase.

## Budoucnost
V současné době se vyvíjí technika neinvazivní detekce patologických tkání (Molecular Imaging). Použití radioaktivně značeného annexinu A5 má potenciální klinický význam, annexin s radionuklidem 18F je aplikovatelný v PET zobrazovacích metodách v onkologii, neurologii či kardiologii. Je tak možné neinvazivně monitorovat úspěšnost chemoterapie či diagnostikovat atherosklerotické pláty ve stěnách cév.